# クリスティアン・ロールフス
クリスティアン・ロールフス（Christian Rohlfs、1849年12月22日 - 1938年1月8日）はドイツの画家である。ドイツの「表現主義」を代表する画家の一人である。

## 略歴
シュレースヴィヒ＝ホルシュタイン州のグロース・ニーンドルフ(Groß Niendorf)に生まれ、1851年に近くのフレデスドルフ( Fredesdorf )に家族と移った。15歳の時に木から落ちて大怪我を負い、療養中に医師から退屈を紛らすために絵を描く道具を与えられると、絵の才能を示した。1866年に実業学校に入学し、1870年に医師の義理の兄で文学者のテオドール・シュトルムが、ベルリンの画家に紹介した。画家はヴァイマルの美術学校(Großherzoglich-Sächsische Kunstschule)に推薦し、歴史画家、人物画家のトゥマン(Paul Thumann: 1834-1908)のもとで学ぶことになった。この頃は自然主義的な絵画を描いていた。別の病気の足の手術などで修行は中断するが1874年から再び修行を始め、若い教授のマックス・テディに学んだ。
1884年からヴァイマルでフリーランスの画家として働き、「印象派」のスタイルで描くようになり、1901年にハーゲンの美術愛好家、パトロンのオストハウス(Karl Ernst Osthaus）に招かれ、ハーゲンに移り、ミュンヘンやその近郊のパトロンに招かれて、ゾースト(Soest)も訪れ、風景画を描いた。
1910年頃から、「表現主義」の画家として認められ、1910年のダルムシュタットのドイツ画家協会（Deutscher Künstlerbund）の展覧会の審査員に選ばれた。1924年に74歳でベルリンの美術アカデミーの会員に選ばれた 。1927年からは、冬を除いてスイスのアスコナで過ごした。1929年にハーゲンにChristian-Rohlfs-Museumが作られた。ナチスが政権を得た後、「退廃芸術」に指定された画家の一人で、1937年のミュンヘンでの「退廃芸術展」に出展されるためにハーゲンの美術館から450展の作品が押収された。1938年に作品の製作が禁じられ、美術アカデミーから追放された。その年ハーゲンで亡くなった。

## 作品

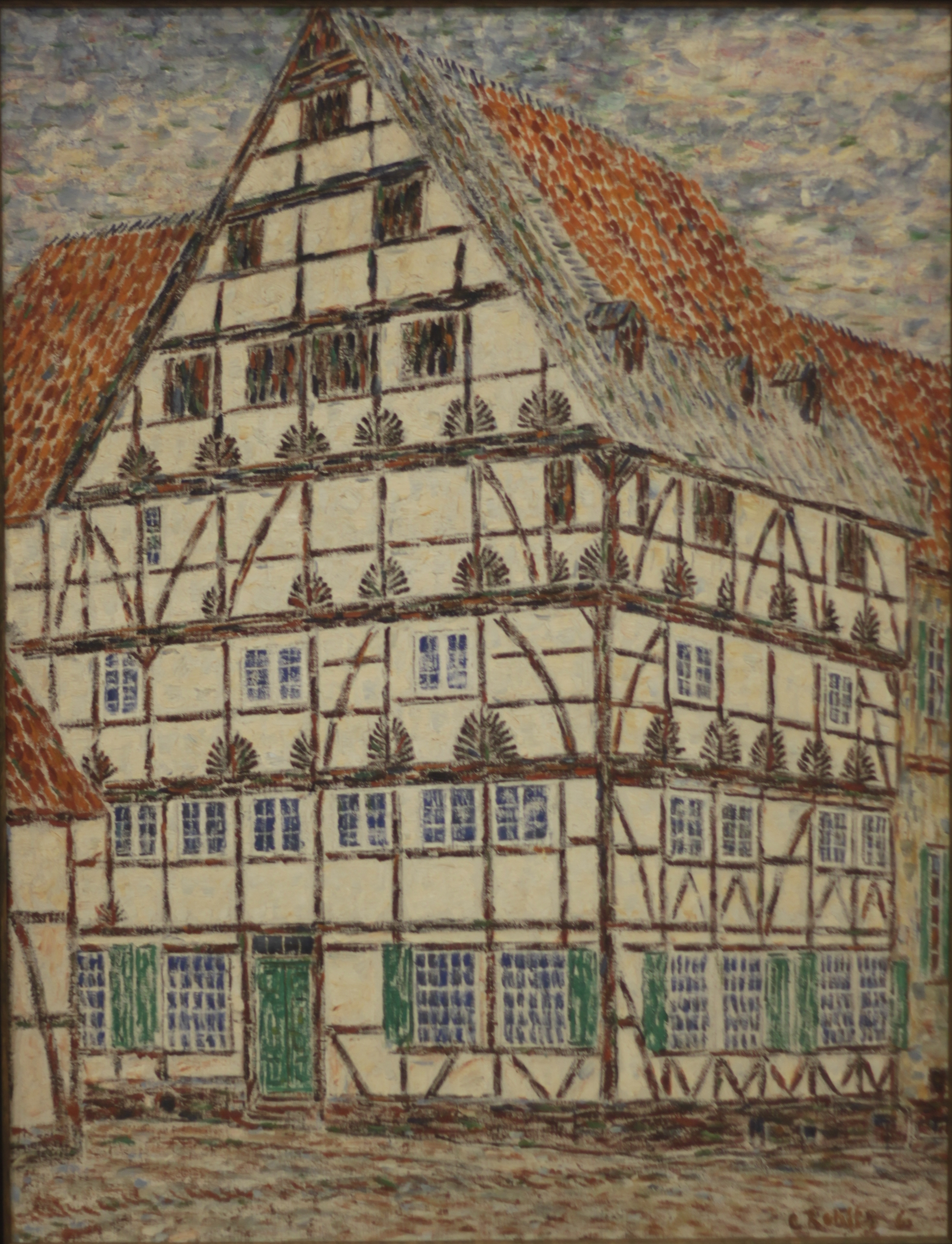
"Freiligrath-Haus in Soest"  (1906)
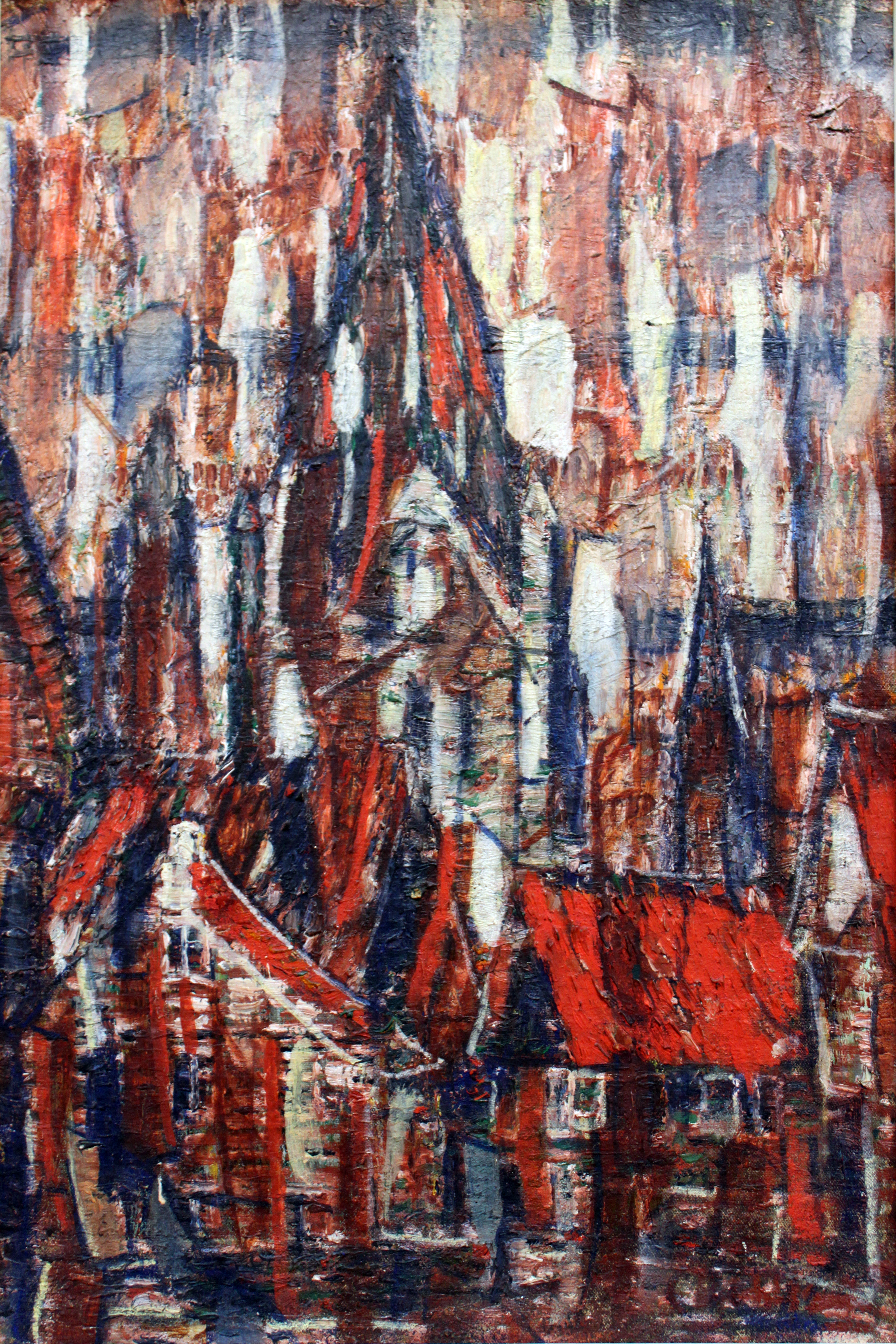
「ゾーストの聖パトロクリ聖堂」(1912)
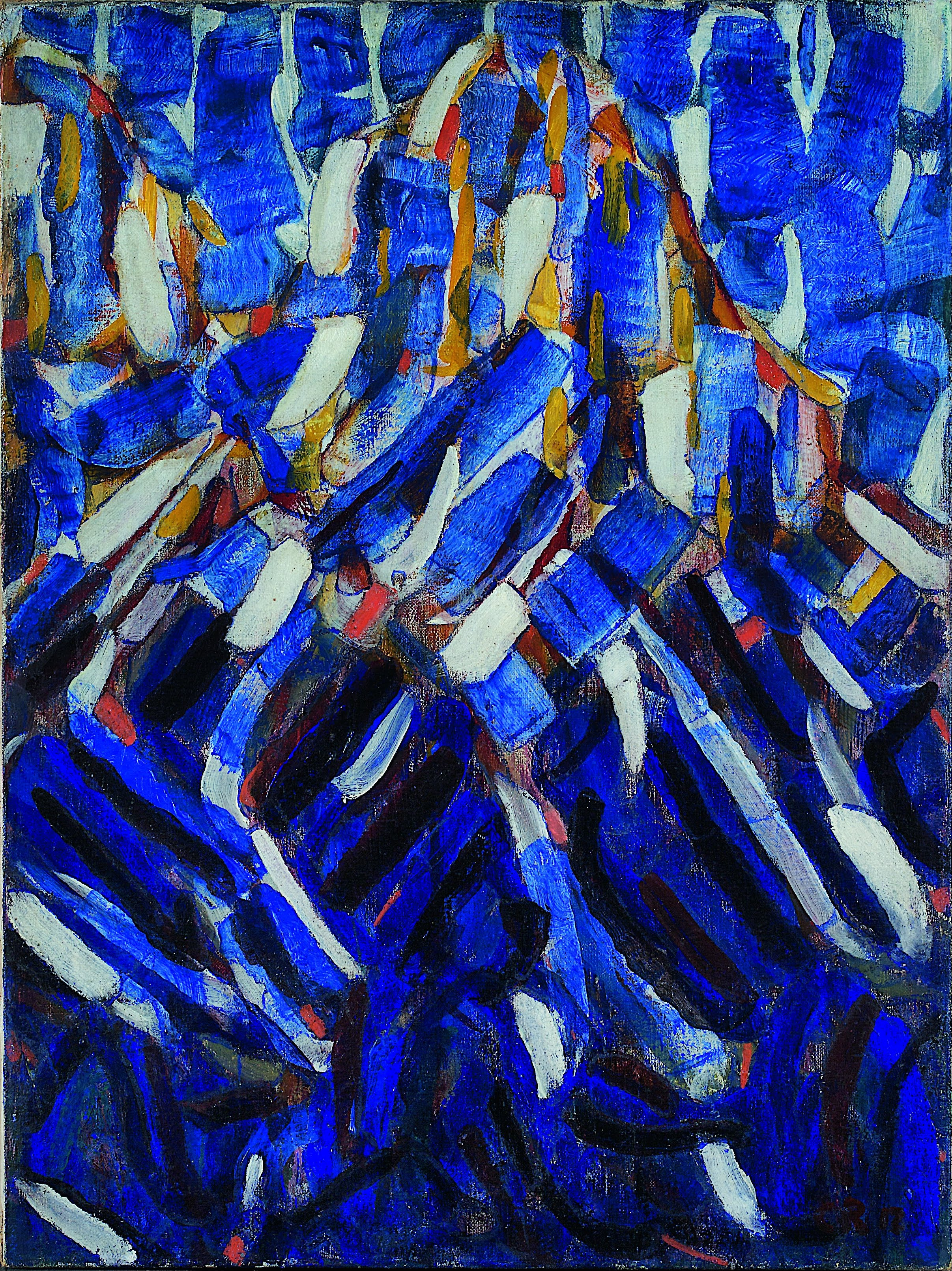
Abstraction (the Blue Mountain)(1912)
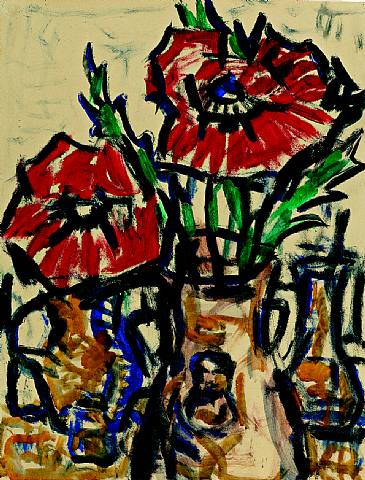
静物画 (c.1917)
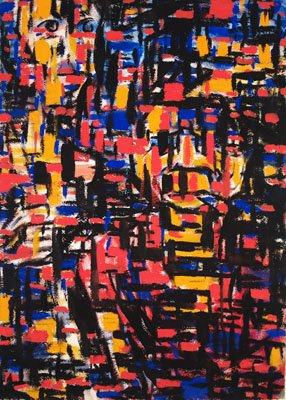
"Phantastisches Mosaik" (1921)

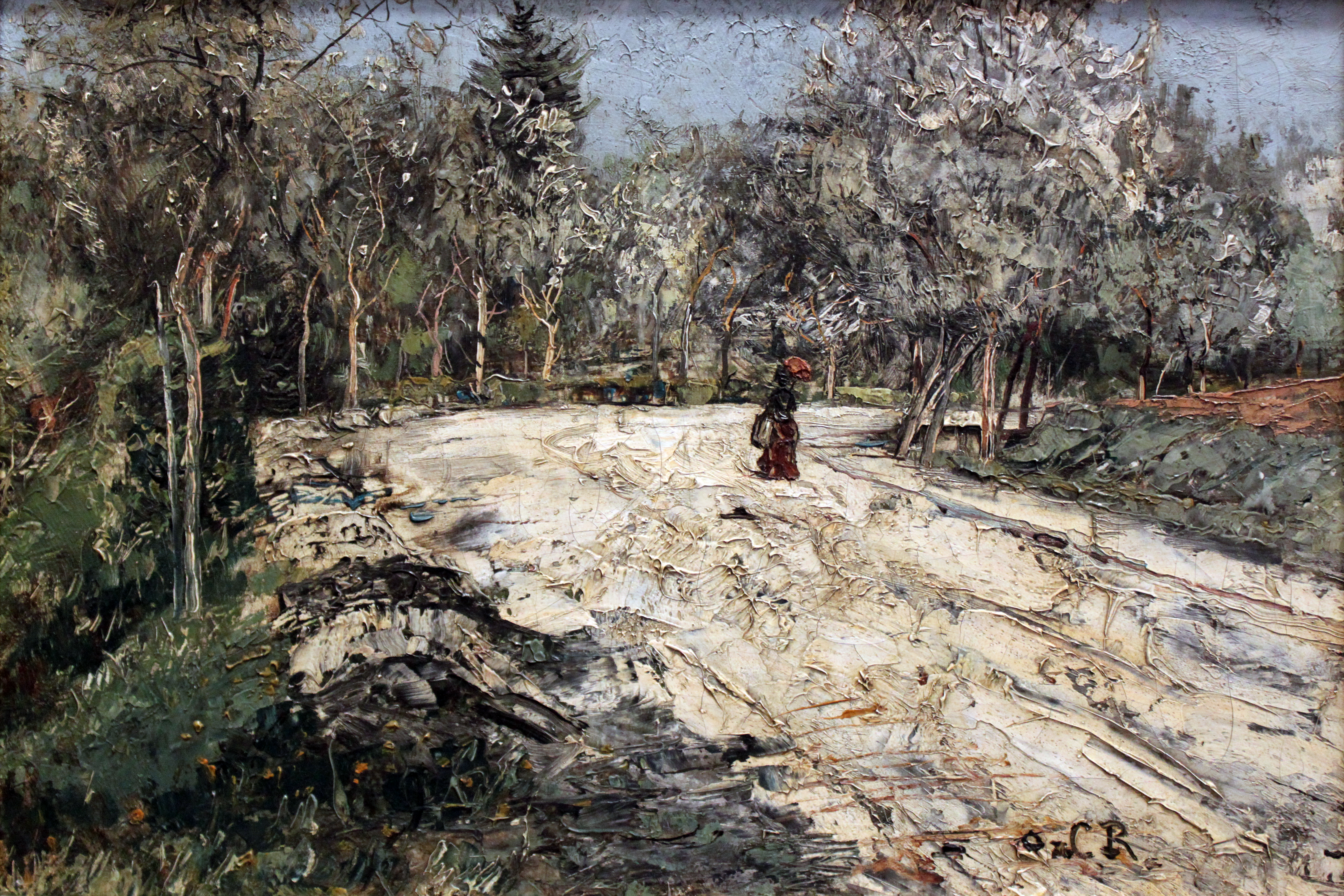
「ベルケールの風景」 (1889)
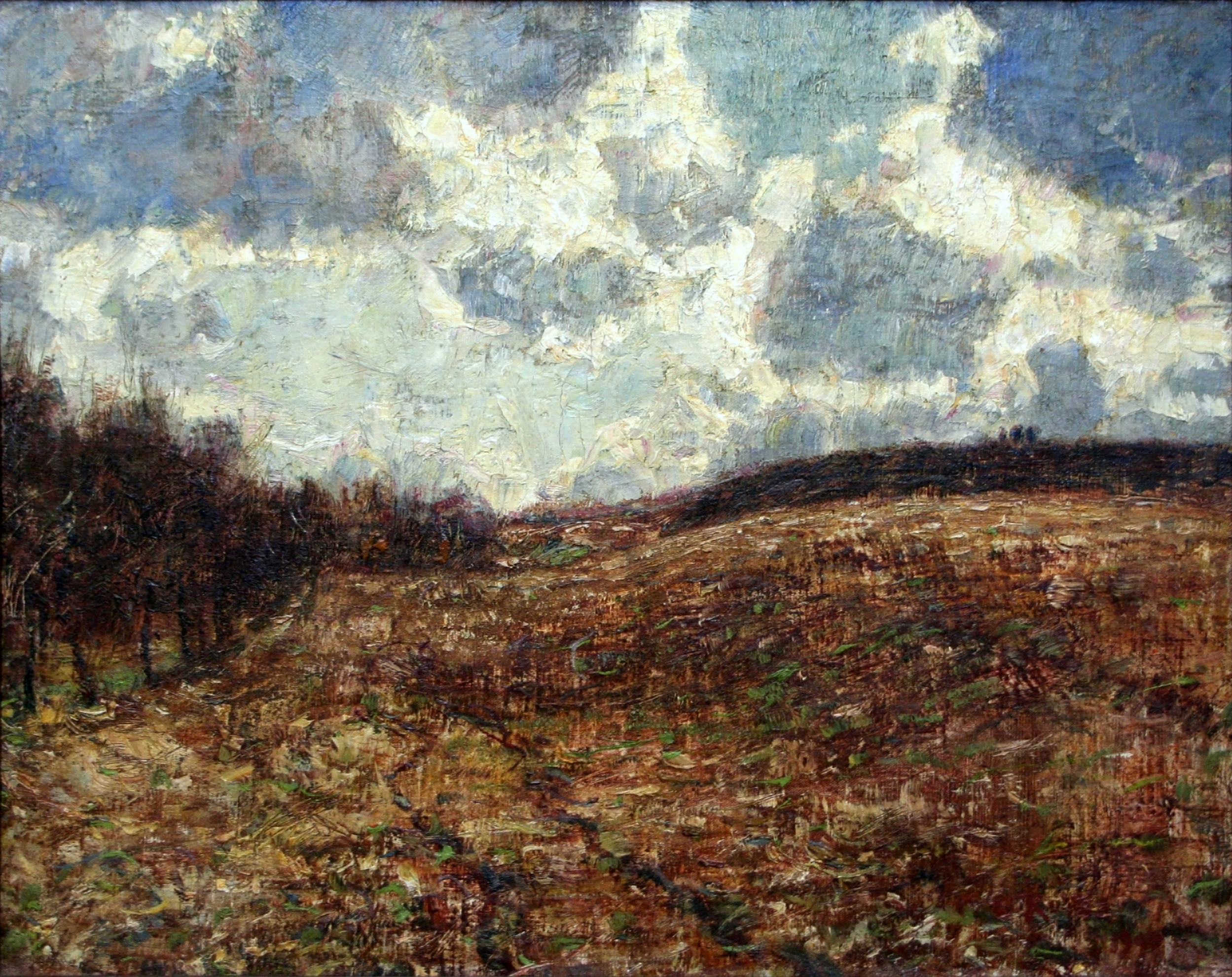
「晩秋の丘」(1900)
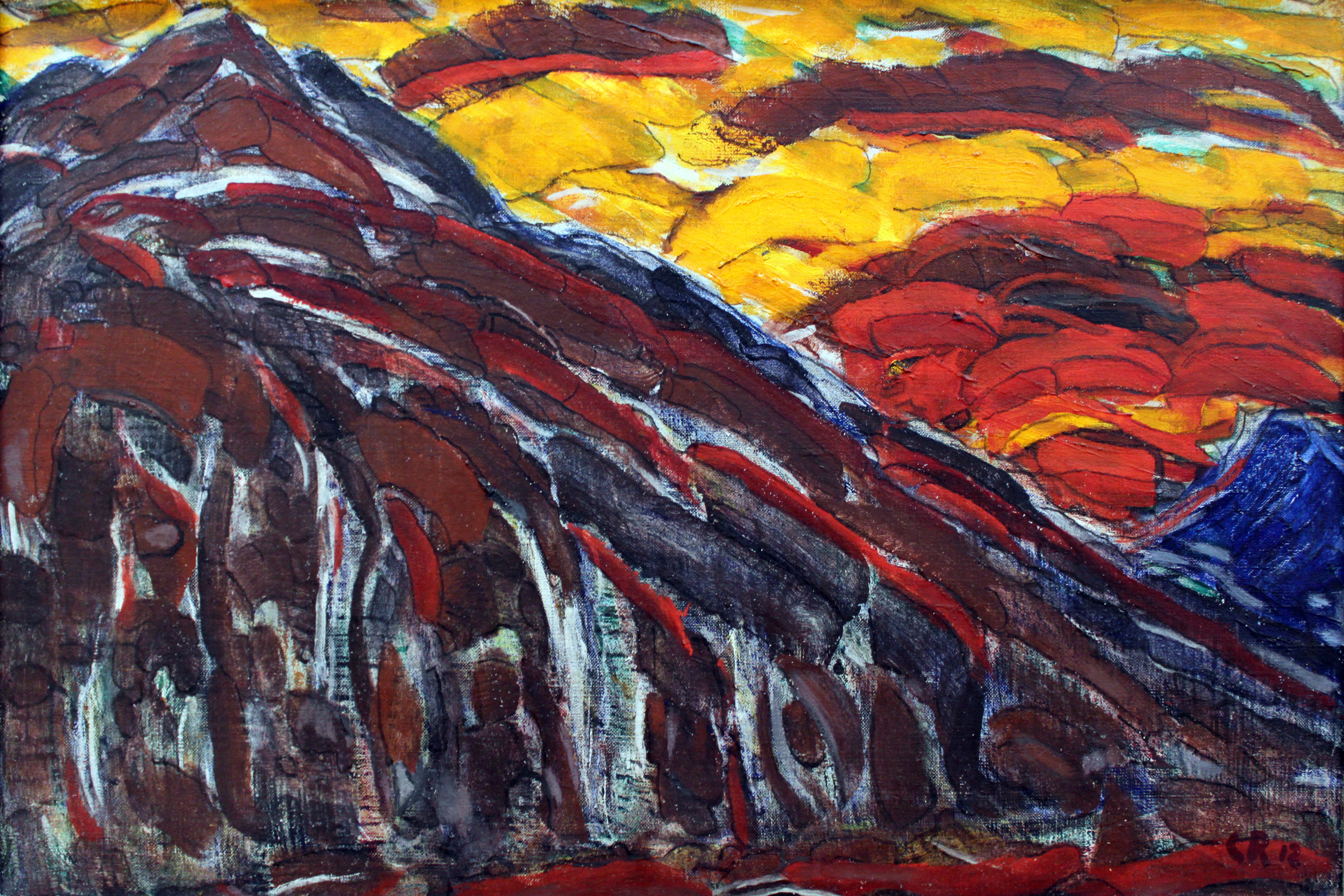
「風景」(1912)